# Unione delle Destre per la Repubblica
L'Unione delle Destre per la Repubblica (in francese Union des droites pour la République, UDR), precedentemente nota come Associazione degli Amici di Éric Ciotti (Association des Amis d'Éric Ciotti) e anche come A Destra! Gli Amici di Éric Ciotti (À droite ! Les Amis d'Éric Ciotti), è un partito politico francese fondato nel 2012 da Éric Ciotti.

## Organizzazione interna
Ufficio al 3 ottobre 2024:
- Presidente: Éric Ciotti
- Vicepresidente delegato: Guilhem Carayon
- Vicepresidenti: François Faletti, Alexandre Avril, Christelle D’Intorni, Brigitte Barèges e Sophie Vaginay
- Segretario generale: Hanane Mansouri
- Segretari generali delegati: Charles Alloncle, Géraut Verny, Vincent Trébuchet e Théo Michel
- Tesoriere: Bernard Chaix
- Delegati generali: Arnaud Dassier e Antoine Valentin
- Delegati nazionali: Laurent Castillo, Charles Prats, Sébastien Laye e Philippe Fontana

## Risultati elettorali

### Elezioni legislative
| Anno | 1º turno  | 1º turno | 1º turno       | 2º turno  | 2º turno | 2º turno       | Seggi totali |
| Anno | Voti      | %        | Seggi ottenuti | Voti      | %        | Seggi ottenuti | Seggi totali |
| ---- | --------- | -------- | -------------- | --------- | -------- | -------------- | ------------ |
| 2024 | 1 268 822 | 3,96     | 1              | 1 364 946 | 5,00     | 16             | 17 / 577     |